# ТЕС Krakatau Daya Listrik
5°59′36″ пд. ш. 105°59′1″ сх. д. / 5.99333° пд. ш. 105.98361° сх. д.
ТЕС Krakatau Daya Listrik – теплова електростанція на заході індонезійського острова Ява. 
У другій половині 1970-х в місті Чилегон розпочав роботу металургійний комбінат Krakatau Steel. У комплексі з ним в 1978-му  ввели в дію теплову електростанцію, яка мала п’ять парових турбін потужністю по 80 МВт.  
У 2015-му майданчик доповнили парогазовим блоком комбінованого циклу потужністю 120 МВт, в якому дві газові турбіни живлять через котли-утилізатори одну парову турбіну.
Станцію спорудили з розрахунку на використання природного газу, який подали через Західнояванський газопровід (крім того, в 2000-х роках блакитне паливо до Чилегону почало надходити по системі Південна Суматра – Західна Ява).
Для охолодження використовують морську воду.
Видача продукції відбувається по ЛЕП, розрахованій на роботу під напругою 150 кВ.
Можливо також відзначити, що у 2014-му одне зі спільних підприємств Krakatau Steel звело свою ТЕС Krakatau Posco.